# 6651 Rogervenable
A 6651 Rogervenable (ideiglenes jelöléssel (6651) 1991 RV9) a Naprendszer kisbolygóövében található aszteroida. Henry E. Holt fedezte fel 1991. szeptember 10-én.